# 약물 저항성
약물 저항성(藥物抵抗性, drug resistance)이란 질병 치료를 위해 약물을 투약하였을 때 병원체들이 그 약물을 이겨내고 살아남는 것을 말한다. 이 때 세균이나 암세포 등 병원체들이 진화하여 저항성을 “얻게” 된다는 맥락(즉, 병원체의 입장)으로 설명된다.
약물이 잘 듣지 않는 경우(인간의 입장)를 말하는 내성(tolerance)과 혼용되지만 정확한 표현은 아니다. 약물저항은 내성을 불러일으키지만 모든 내성이 약물저항에 의한 것은 아니다. 내성은 사람이 특정 용량의 약물에 반응하지 않는 정도이기 때문에, 약물저항 이외의 원인으로 인한 내성은 약물 투약량을 높이면 사라진다. 하지만 약물저항이 발달한 병원체는 투약량을 높여도 사멸하지 않는다.
항생제에 죽지 않는 항생제 저항성을 습득한 세균들이 병리학에서 중요한 화두로 떠오르고 있다.